# Unión de los Pueblos de Camerún
La Unión de los Pueblos del Camerún, oficialmente conocido como Union des Populations du Cameroun (UPC), es un partido político de Camerún. Fue fundado en 1947.

## Fundación
La UPC fue fundada el 10 de abril de 1947, en un bar Chez Sierra de Douala-Bassa. Doce hombres asistieron a la reunión de fundación, entre ellos Charles Assalé, Léonard Bouli y Guillaume Bagal. La mayoría de los participantes eran sindicalistas. En muchos sentidos, el UPC fue una continuación del Rassemblement Camerounais (RACAM). El 11 de abril de 1948 se estableció una Mesa Provisional. Bouli fue elegido secretario general. Al día siguiente, los estatutos de la UPC se depositaron en la oficina del Alcalde en Douala. El grupo, sin embargo, no estaba legalmente registrado. El 13 de abril, la UPC emitió su primera declaración pública de intenciones, el "Llamamiento a los cameruneses".
En mayo se realizó otra reunión en la residencia de Guillaume Bagal en Douala. Los estatutos y el "Llamamiento a los cameruneses" fueron revisados. Se constituyó una nueva Mesa Provisional compuesta por el Secretario General (Étienne Libaï), el Secretario General Adjunto (Léonard Bouli), el Secretario adjunto (Guillaume Bagal), el Tesorero general (Emmanuel Yap), el Tesorero conjunto (Jacques Biboum) y los miembros Nkoudou Raphaël y Owona Ernest-Marie.El 14 de mayo, los estatutos revisados fueron entregados en la oficina del alcalde en Douala. 
En el extranjero, la UPC es invitada a los congresos del Partido Comunista Francés (PCF) y de la Federación Mundial de la Juventud Democrática. Una nota de la policía de mediados de la década de 1950 reconoce que "debemos reconocer que Um Nyobé y muchos de los miembros del comité directivo demuestran honestidad y rigor moral que juegan un papel importante en su éxito.
A pesar de su relación amistosa con el PCF, el historiador Thomas Deltombe señala que la organización no es un partido comunista y que "era sobre todo una fraternidad por defecto. ¿Quién sino los comunistas, en la década de 1950, estaban dispuestos a tomar partido por la liberación de los pueblos colonizados? Los activistas de la UPC podían identificarse, como individuos, con simpatías comunistas, pero la UPC, como movimiento nacionalista, no lo era. Mientras que algunos de sus dirigentes, como Félix Moumié o Ernest Ouandié, son realmente sensibles a los ideales comunistas, otros, en particular Ruben Um Nyobe, consideran que la UPC debe permanecer neutral en las cuestiones ideológicas para reunir a todos los luchadores por la independencia de Camerún...".

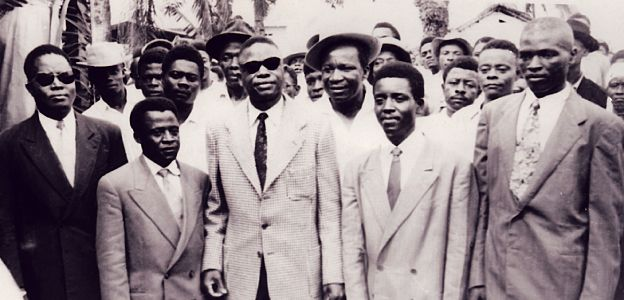
Líderes del UPC. De izqda a dcha:Osendé Afana, Abel Kingué, Ruben Um Nyobè, Félix-Roland Moumié, Ernest Ouandié

El 9 de junio, las autoridades permitieron el registro de la UPC, luego de la presión de la Agrupación Democrática Africana (RDA) y el Partido Comunista Francés.
El 17 de junio, la Mesa Provisional decidió que la UPC se llamaría la "Sección camerunesa de la RDA", y que la primera función pública de la UPC se celebraría el 22 de junio en Douala. La reunión del 22 de junio se celebró con la presencia de unas 500 personas. En noviembre, Ruben Um Nyobé se hizo cargo de la organización como su secretario general después de una votación en una reunión de la Mesa Provisional. Antes de la reunión de la Mesa Provisional ampliada, Léopold Moumé-Etiahabía fue propuesto como otro posible candidato  para el puesto, pero rechazó la nominación por motivos personales. En el segundo congreso de la RDA, celebrado en Treichville (Costa de Marfil), del 1 al 5 de enero de 1949, se confirmó  a la UPC como miembro de la RDA y Um Nyobé fue elegido vicepresidente de RDA.

## Crecimiento
En abril de 1950 se celebra un congreso en la ciudad de Dschang en el que se elige un nuevo Comité Directivo. Charles Assalé abandonó el partido. El partido publica los periódicos La Voix du Cameroun, Lumière y Étoile y Vérité.
Después de intentar el camino parlamentario en 1952 sin éxito, la UPC recurrió a la ONU, que en esos momentos tenía la tutela de Camerún, para exigir la reunificación y la independencia. En diciembre de ese mismo año Ruben Um Nyobé, Secretario General del partido, solicitó al 4 ° Comité de Supervisión de la Asamblea General de la ONU:
- La revisión de los acuerdos de administración fiduciaria de 13 de diciembre de 1946 que se firmaron sin consulta previa del pueblo, contrariamente a lo que afirmaron Louis-Paul Aujoulat y Alexandre Douala Manga Bell, quienes dijeron que "... el acuerdo de administración fiduciaria estaba sujeto a una amplia distribución, y un debate muy amplio en Camerún, ha sido aprobado por el pueblo camerunés ... "
- La reunificación inmediata y el establecimiento de una fecha (10 años) para poner fin a los acuerdos de administración fiduciaria y brindar acceso a la independencia política de Camerún.

Esa fecha de 10 años propuesta por viene dada a un periodo en el que debería haber un programa que le daría a Camerún una capacitación adecuada para asumir la responsabilidad del estado que surge de la independencia.
Desde 1953, ante la creciente represión del poder colonial, la UPC impulsados por las directrices del Dr. Félix-Roland Moumié, líder anticolonialista del UPC, radicalizó su acción política radical. Según el historiador Bernard Droz, China proporcionó armas a la UPC. En 1955 la Unión de los Pueblos de Camerún controlaba 460 comités de aldea o de vecindario y tenía 80,000 miembros, particularmente en la costa central, sur y oeste de Camerún, entre Bamileke y Bassa.

### Estructuras de la juventud y de las mujeres
En 1952, el partido creó una rama femenina, la Unión Democrática de Mujeres Camerunesas. Si bien esta última no se define como "feminista", contribuye sin embargo a desestabilizar los lugares generalmente asignados a las mujeres por las autoridades coloniales o los líderes tradicionales, por ejemplo, al pedir la abolición de las leyes que prohíben a las mujeres el acceso a ciertas profesiones o actividades comerciales. Sus activistas envían múltiples peticiones a las Naciones Unidas y organizan manifestaciones contra la administración.
La Juventud Democrática Camerunesa fue fundada en 1954 y se convirtió en una importante palanca para el reclutamiento de jóvenes activistas. Está aumentando sus contactos con otras organizaciones juveniles, especialmente en los países de Europa del Este, y participa en conferencias en el extranjero. Su líder Hyacinthe Mpaye, que estuvo involucrado en el ejército francés durante la Segunda Guerra Mundial y sindicalista de la CGT, estaba muy próximo al marxismo: explicó lo que él consideraba una alianza necesaria entre los cameruneses y la clase obrera francesa. El JDC tiene una fuerte autonomía de la UPC.
Por otro lado, la UPC considera que las reivindicaciones económicas son inseparables de las reivindicaciones políticas: "los empleadores cuentan con el apoyo de la administración y esta administración sólo puede llevar a cabo una política de opresión nacional en nuestros países mediante el uso de armas económicas y medios materiales en gran parte propiedad de empresas privadas. La UPC considera, y los activistas sindicales lo consideran, que la emancipación económica de nuestro pueblo es imposible sin los logros políticos necesarios para el progreso económico, social y cultural de los habitantes".

## El exilio
En 1954, el nuevo Alto Comisionado francés Roland Pré estaba decidido a liquidar la UPC. Los dirigentes del partido están reunidos en Douala para facilitar su vigilancia y llevar a cabo el hostigamiento judicial contra ellos. Abel Kingué, vicepresidente, es procesado por "desacato al tribunal" en un caso que se remonta a 1951; Pierre Penda, miembro del comité directivo, es objeto de cinco denuncias consecutivas; Félix Moumié es procesado por "difamación e injurias"; y Ruben Um Nyobè es condenado por "acusación calumniosa". Roland Pré está llevando a cabo una purga dentro del sistema judicial, enviando de vuelta a Francia a los magistrados considerados "demasiado blandos" en su represión de la UPC. Las fuerzas del orden camerunesas y las organizaciones cercanas a la administración (incluida la Rassemblement des populations du Cameroun) se movilizan para impedir las reuniones públicas y los discursos de la UPC. El control de la correspondencia privada se está volviendo sistemático, mientras que los domicilios de los activistas son registrados con frecuencia.
Francia ilegalizó el partido por un decreto del 13 de julio de 1955 y sus líderes fueron obligados a exiliarse en el Camerún Meridional británico, El Cairo , Conakri, Acra y Pekín. El 28 de enero de 1956 la UPC presentó su posición en una declaración a la prensa internacional firmada por Félix-Roland Moumié (Presidente), Ruben Um Nyobé (Secretario General) y los dos Vicepresidentes: Ernest Ouandié y Abel Kingué, en la que pedían  la reunificación de las áreas administradas por franceses y británicos como un estado independiente.
En septiembre de 1958 Ruben Um Nyobé fue asesinado y Félix Moumié sería envenenado en Ginebra en octubre de 1960 por el servicio secreto francés. Mientras tanto, otro dirigente de la UPC, Osendé Afana, fue asesinado en el sudeste el 15 de marzo de 1966. La UPC continuó su lucha armada hasta el arresto en agosto de 1970 de Ernest Ouandié, quien fue fusilado el 15 de enero de 1971.

## Resurgimiento
Después de un largo período de clandestinidad, la UPC reapareció oficialmente en 1991 con el regreso a la política multipartidista en Camerún. El partido celebró congresos más o menos unitarios en 1991, 1996, 1998, 2002, 2004 y 2007. En las elecciones presidenciales de 1997, la UPC presentó como candidato oficial a la presidencia al profesor Henri Hogbe Nlend, que quedó segundo detrás del actual presidente Paul Biya. La UPC ha sido elegida para el parlamento y los ministros del gobierno de Camerún hasta 2007.